# Quercus durifolia
Quercus durifolia, conocida comúnmente como encino colorado, es una especie de roble endémica de México.

## Descripción
Quercus durifolia es un pequeño árbol de hoja perenne que normalmente alcanza de 6 a 9 metros de altura, y ocasionalmente crece hasta 15 metros. Las hojas son lanceoladas, brillantes y de color verde oscuro por el haz y tomentosas por el envés. La corteza es de color gris oscuro a negro, lisa cuando es joven y se vuelve áspera y agrietada con la edad.

## Distribución
Es nativa de la Sierra Madre Occidental, desde Chihuahua hasta Aguascalientes y Jalisco.
Es más común en las laderas orientales más secas de la sierra, donde generalmente se encuentra en bosques abiertos de pino y roble con Pinus leiophylla y Pinus engelmannii, entre  1.700 y 2.300 m de altura. Generalmente se encuentra en sitios de pendiente suave con suelos profundos, y puede formar masas puras en sitios relativamente planos con suelos favorables. Otras plantas asociadas incluyen Quercus arizonica, Pinus cooperi, Arbutus xalapensis, Fraxinus gooddingii y Juniperus deppeana.

## Ecología
El carpintero bellotero (Melanerpes formicivorus) deposita las bellotas en la zona noroccidental de México.